# Campeonato Francés de Fútbol (USFSA) 1902

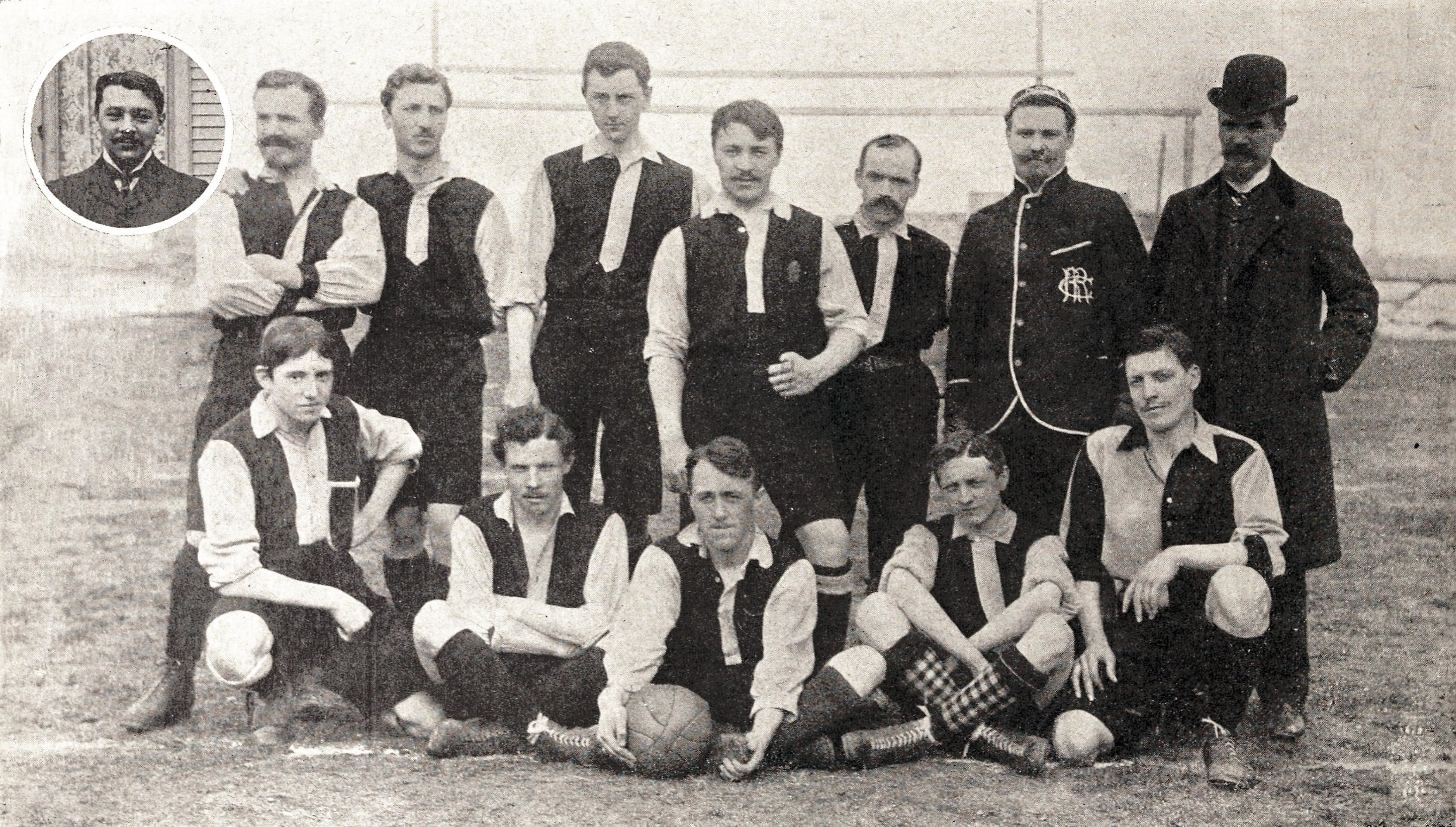
Imagen del equipo del RC Roubaix, equipo que finalmente saldría campeón del certamen.

El Campeonato Francés de Fútbol 1902 fue la novena edición de dicho campeonato, organizado por la Union des sociétés françaises de sports athlétiques (USFSA). El campeón fue el RC Roubaix.

## Torneo

### Semifinales
- RC France 5-1 Le Havre AC
- RC Roubaix 12-1 Sport Athlétique Sézannais

### Final
- RC Roubaix 4-3 RC France